# مانويل كاسال
مانويل كاسال (بالإسبانية: Manuel Casal) هو صحفي وكاتب وشاعر إسباني، ولد في 20 أبريل 1751 في مدريد في إسبانيا، وتوفي بنفس المكان في 6 أبريل 1837.